# Ján Levoslav Bella
Ján Levoslav Bella   (Liptovský Mikuláš, 4 de setembre de 1843 - Bratislava, 25 de maig de 1936), en alemany Johann Leopold Bella, fou un compositor, director d'orquestra i professor de música eslovac, que va escriure en l'esperit del moviment romàntic nacionalista del segle xix.

## Biografia
Va néixer a Liptovský Mikuláš (Liptau-Sankt-Nikolaus), a l'Imperi Austríac (actual Eslovàquia), com a Ján Ignác Bella, en la família de l'organista Ján Bella i la seva dona Terézia. Veselovská com el més gran de deu fills. La seva família era de confessió catòlica romana.
Va estudiar a l'escola secundària de Levoča i al seminari de Banská Bystrica abans de llicenciar-se a la Universitat de Viena.
Bella va ser ordenat sacerdot el 1866. Del 1869 al 1881 va ser director de música de la ciutat de Kremnica. Va deixar el sacerdoci el 1881 i es va convertir al protestantisme. Esdevingué director de música a Hermannstadt / Nagyszeben, actual Sibiu, a la moderna Romania (en aquell moment Regne d'Hongria), on va romandre fins al 1921. Del 1921 al 1928 va viure jubilat a Viena. Es va traslladar a Bratislava el 1928, on va morir el 1936.

## Música
Bella va començar a compondre mentre estudiava a Levoča. En aquest moment, la seva producció era en gran part a petita escala, com ara música d’església, arranjaments de cançons populars i algunes músiques de cambra. El 1873, però, en visitar Viena i Praga, va escoltar per primera vegada la música, entre d'altres, de Robert Schumann, Richard Wagner i Bedřich Smetana. Aquesta trobada amb la música romàntica va tenir un profund efecte en Bella, el primer resultat del qual fou el poema simfònic de 1874 Osud a ideál ("El destí i l'ideal"), que es va estrenar a Praga el 1876.
Al seu dia, Bella va ser respectada com a compositor i director per figures musicals tan importants com Antonín Dvořák, Johannes Brahms, Hans von Bülow, Joseph Joachim i Ernst von Dohnányi.
Bella va escriure en moltes formes diferents, incloent cançons, música per a església, música per a orgue, música de cambra i música orquestral. Les seves òperes inclouen Wieland der Schmied (Wieland el ferrer), amb un llibret escrit originalment per Richard Wagner i basat en una llegenda alemanya. Es va escriure en el període 1880–1890 i es va representar per primera vegada el 1926 a Bratislava, on es va representar en versió eslovaca com a Kováč Wieland.
En els darrers temps, la música i la reputació de Bella han revifat, entre d'altres, gràcies al compositor i erudit eslovac Vladimír Godár. El Hudobné Centrum ha publicat enregistraments de les seves obres completes de cambra i orgue a Bratislava.
El conservatori Ján Levoslav Bella de Banská Bystrica, fundat el 1992, rep el seu nom.